# Prisonnier des pharaons
 (janvier 2025).
Si vous disposez d'ouvrages ou d'articles de référence ou si vous connaissez des sites web de qualité traitant du thème abordé ici, merci de compléter l'article en donnant les références utiles à sa vérifiabilité et en les liant à la section « Notes et références ».
Prisonnier des pharaons (dans l'original « Imprisoned with the Pharaohs ») est une nouvelle écrite par l'auteur américain de fantasy H. P. Lovecraft en collaboration avec Harry Houdini en février 1924. Commandée par le fondateur et propriétaire de Weird Tales, J. C. Henneberger, la nouvelle raconte à la première personne le récit fictionnel d'une expérience prétendument réelle de l'artiste de l'évasion Harry Houdini. En 1910, Houdini est enlevé en Égypte par un guide touristique ressemblant à un ancien pharaon et jeté dans un trou profond près du Grand Sphinx de Gizeh.
En essayant de trouver une issue, il tombe sur une gigantesque grotte cérémonielle et rencontre la divinité réelle qui a inspiré la construction du Sphinx. Lovecraft accepta la mission en échange d'une avance de Henneberg. Le résultat fut publié dans le numéro de mai-juin-juillet 1924 de Weird Tales, bien qu'il ait été exclusivement attribué à Houdini jusqu'à la réédition de 1939. Malgré la liberté artistique de Lovecraft, Houdini apprécia l'histoire et les deux hommes collaborèrent sur plusieurs petits projets jusqu'à la mort de Houdini en 1926. « Imprisoned with the Pharaohs » est considéré comme une influence précoce sur l'auteur Robert Bloch et comme une anticipation des thèmes cosmiques dans les œuvres ultérieures de Lovecraft, dont “The Shunned House”.

## Contenu
Raconté à la première personne par l'artiste de l'évasion Harry Houdini, « Prisonnier des pharaons » est le récit fictionnel d'une rencontre qu'il dit avoir vécue en janvier 1910 lors de vacances en Égypte. Houdini, qui utilise les services d'un guide nommé Abdul Reis el Drogman, est emmené faire un tour au Caire et est finalement contraint d'arbitrer un conflit entre son guide et un chef bédouin nommé Ali Ziz. Drogman demande à Houdini de l'aider à régler le différend à l'aide d'une « très ancienne coutume du Caire » : un combat de boxe sur la Grande Pyramide de Gizeh. Houdini découvre cependant rapidement que toute cette dispute n'était qu'une ruse pour l'attirer dans le désert la nuit et l'enlever. L'artiste de l'évasion est ligoté, emmené dans un lieu inconnu et précipité dans une fosse profonde.

Tourmenté par des rêves de terreur spectaculaire, Houdini se réveille au fond de la fosse et parvient finalement à se libérer des cordes. Il suppose qu'il se trouve quelque part dans un temple sous le Grand Sphinx de Gizeh et tente de trouver une sortie dans l'obscurité en suivant un courant d'air venant de l'extérieur. Au lieu de cela, il se rend compte qu'il est en réalité allé plus loin sous terre, a fini par tomber dans un escalier et a atterri dans une grande grotte cérémonielle. Là, il est témoin de la façon dont une armée de momies, mi-humaines mi-animales, dirigée par les pharaons de l'Égypte ancienne Chephren et Nitokris, fait des offrandes à un monstre tentaculaire de la taille d'un hippopotame et à cinq têtes, qui sort en rampant d'un trou au fond de la salle. En s'enfuyant, il se rend compte que cette créature n'est que la patte d'une divinité encore plus grande, dont le Sphinx a été sculpté à l'image. Houdini pense qu'il s'agit d'une hallucination ou d'un rêve dû à l'épreuve de son enlèvement, même s'il voit une ressemblance entre Khephren et son guide Drogman.

## Fond
Compte tenu de problèmes financiers, J. C. Henneberger, le fondateur et propriétaire de Weird Tales, souhaitait associer le célèbre Harry Houdini au magazine afin d’élargir son lectorat. Après l’introduction d’une rubrique intitulée « Ask Houdini » et la publication de deux nouvelles prétendument écrites par l’artiste de l’évasion, Henneberger s’adressa à Lovecraft en février 1924. Il lui demanda de rédiger une histoire basée sur une prétendue expérience réelle que Houdini aurait vécue en Égypte. Lovecraft reçut 100 dollars (environ 1510 dollars actuels) pour la rédaction fantôme de cette histoire, une somme qui représentait alors l’avance la plus importante qu’il ait jamais reçue. Ce fut un facteur déterminant qui le motiva à accepter cette commande, car, après avoir entendu le récit de Houdini et mené des recherches sur le contexte, Lovecraft conclut que l’histoire était entièrement inventée. Il demanda alors à Henneberger l’autorisation de prendre des libertés artistiques. Une fois l’autorisation obtenue, il se mit à écrire, consacrant beaucoup de temps à la recherche du cadre dans les ouvrages du Metropolitan Museum of Art et visitant fréquemment les expositions égyptiennes du musée.
Lovecraft acheva « Prisonnier des Pharaons » en février 1924, mais perdit son manuscrit original à la gare de Providence, dans l’État de Rhode Island, alors qu’il se rendait à New York pour se marier. Il fut contraint de passer une grande partie de sa lune de miel à Philadelphie pour retaper le manuscrit. Le titre original de l’œuvre, « Under the Pyramids », n’est connu que grâce à l’annonce qu’il publia dans le Providence Journal pour retrouver le manuscrit perdu. L’histoire fut publiée dans le numéro de mai-juin-juillet 1924 de Weird Tales sous le titre Imprisoned with the Pharaohs (« Prisonnier des Pharaons »), sans mentionner Lovecraft en tant qu’auteur, car Henneberger pensait que cette attribution troublerait les lecteurs, l’histoire étant racontée exclusivement à la première personne du point de vue de Houdini. Lovecraft fut mentionné plus tard dans les notes éditoriales de la réédition de 1939.
« Prisonnier des Pharaons » devint une histoire populaire et fut accueillie favorablement par Houdini. L’artiste de l’évasion fut si impressionné qu’il offrit régulièrement au romancier des commandes et des opportunités de rédaction fantôme jusqu’à sa mort. Parmi ces travaux figuraient un article critiquant l’astrologie (pour lequel Lovecraft reçut 75 dollars, soit environ 1133 dollars actuels) ainsi qu’un livre intitulé The Cancer of Superstition (« Le Cancer de la Superstition »), dont Lovecraft avait rédigé une esquisse et quelques pages introductives avant la mort de Houdini en 1926. En guise de remerciement pour son travail, Houdini offrit à Lovecraft un exemplaire dédicacé de son livre A Magician Among the Spirits (« Un Magicien parmi les Esprits »), publié en 1924. Le chercheur spécialisé en Lovecraft, S. T. Joshi, a salué l’histoire comme étant « étonnamment efficace et captivante, avec une fin vraiment surprenante ». L’écrivain, éditeur et critique de science-fiction et de fantasy Lin Carter déclara en 1972, dans son ouvrage Lovecraft: A Look Behind the Cthulhu Mythos, que cette histoire était « l’une des meilleures choses que Lovecraft ait écrites jusqu’à cette date ».,,,,

## Réaction
« Prisonnier des Pharaons » est également cité comme une influence précoce sur Robert Bloch, ce qui est particulièrement évident dans son récit intitulé « Fane of the Black Pharaoh ». Bien que Lovecraft lui-même désigne la véritable Sphinx comme un dieu de la mort, Bloch étendit le mythe en affirmant que la Sphinx décrite dans Imprisoned with the Pharaohs était en réalité Nyarlathotep, l’un des Grands Anciens et une création de Lovecraft. L’idée d’une fin surprenante, où une découverte effrayante est aggravée par la révélation qu’elle n’est qu’une partie d’une horreur encore plus grande, fut reprise dans The Shunned House, écrit plus tard la même année. Dans cette histoire, le protagoniste creuse dans la cave de la maison éponyme pour découvrir que ce qu’il croyait être le monstre de l’histoire n’est en réalité que le coude de la créature.,